# St. Martin (Gatzkofen)

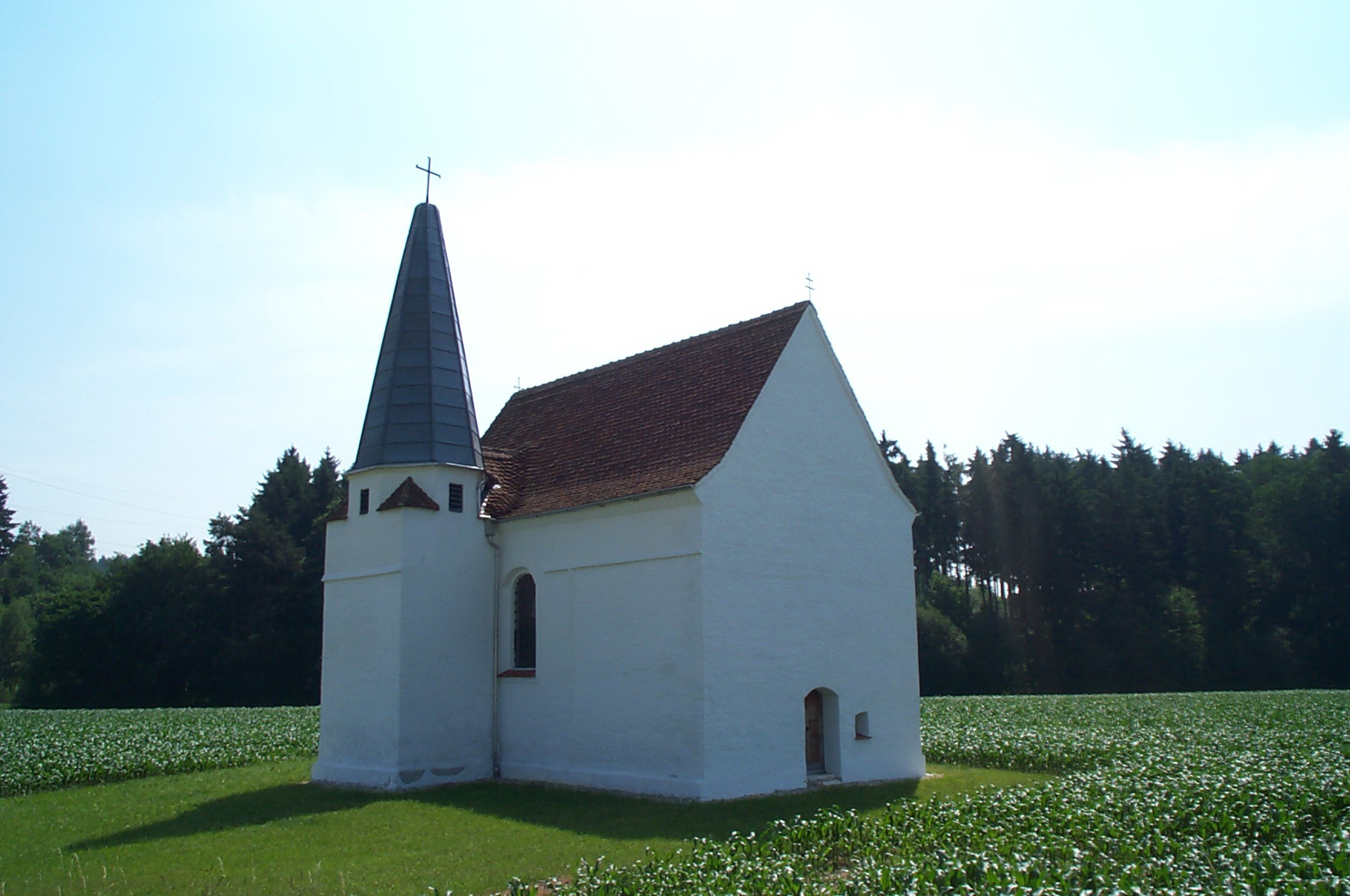
Außenansicht der Nebenkirche St. Martin von Nordwesten

Die römisch-katholische Nebenkirche St. Martin bei Gatzkofen, einem Gemeindeteil der Gemeinde Hohenthann im niederbayerischen Landkreis Landshut, ist eine kleine spätgotische Saalkirche, die im Jahr 1519 erbaut wurde. Sie befindet sich im Tal der Kleinen Laber auf freiem Feld zwischen Türkenfeld und Andermannsdorf und ist der Pfarrei St. Andreas in Andermannsdorf zugeordnet.

## Geschichte
Es wird vermutet, dass sich am Standort der Kirche in vorchristlicher Zeit ein heidnischer Tempel befand. Gatzkofen war vermutlich Sitz einer Urpfarrei, bevor dieser 1235 von den bayerischen Herzögen im Zuge der Besitzergreifung der Burg Kirchberg nach Andermannsdorf verlegt wurde. Der heutige spätgotische Kirchenbau wurde 1519 errichtet, wie eine Inschrifttafel aus weißem Kelheimer Marmor bezeugt: Ano · Dni · m · v · xix · Jar · Ist · gelögt · der · Erst · stain. Diese ist an der südlichen Innenwand angebracht. Der Bau wurde zuletzt 1999/2000 umfassend saniert.

## Architektur
Der kleine Saalbau umfasst zwei Fensterachsen und einen nicht ausgeschiedenen Chor, der in drei Seiten des Achtecks geschlossen ist. Die ursprünglich wohl spitzbogigen Fensteröffnungen sind rundbogig verändert. Der verputzte Backsteinbau wird durch Dreieckslisenen und einen Dachfries gegliedert, wobei letzterer auch den Turm umläuft. Dieser ist nördlich am Chor angebaut und im Vergleich zum Kirchenschiff ungewöhnlich niedrig. Er umfasst einen quadratischen Unterbau, in dessen Erdgeschoss die Sakristei untergebracht ist, einen sehr kurzen achtseitigen Aufsatz und einen spitzen, mit Blech gedeckten Steinhelm.
In das Ziegelmauerwerk von Schiff und Turm sind mehrere Quader aus weißem (Kelheimer?) Marmor eingearbeitet. Drei dieser Steine zeigen je drei sehr gut erhaltene Kreuzblumen. Diese könnten von einem frühchristlichen Vorgängerbau oder von einem abgegangenen Klosterbau stammen.

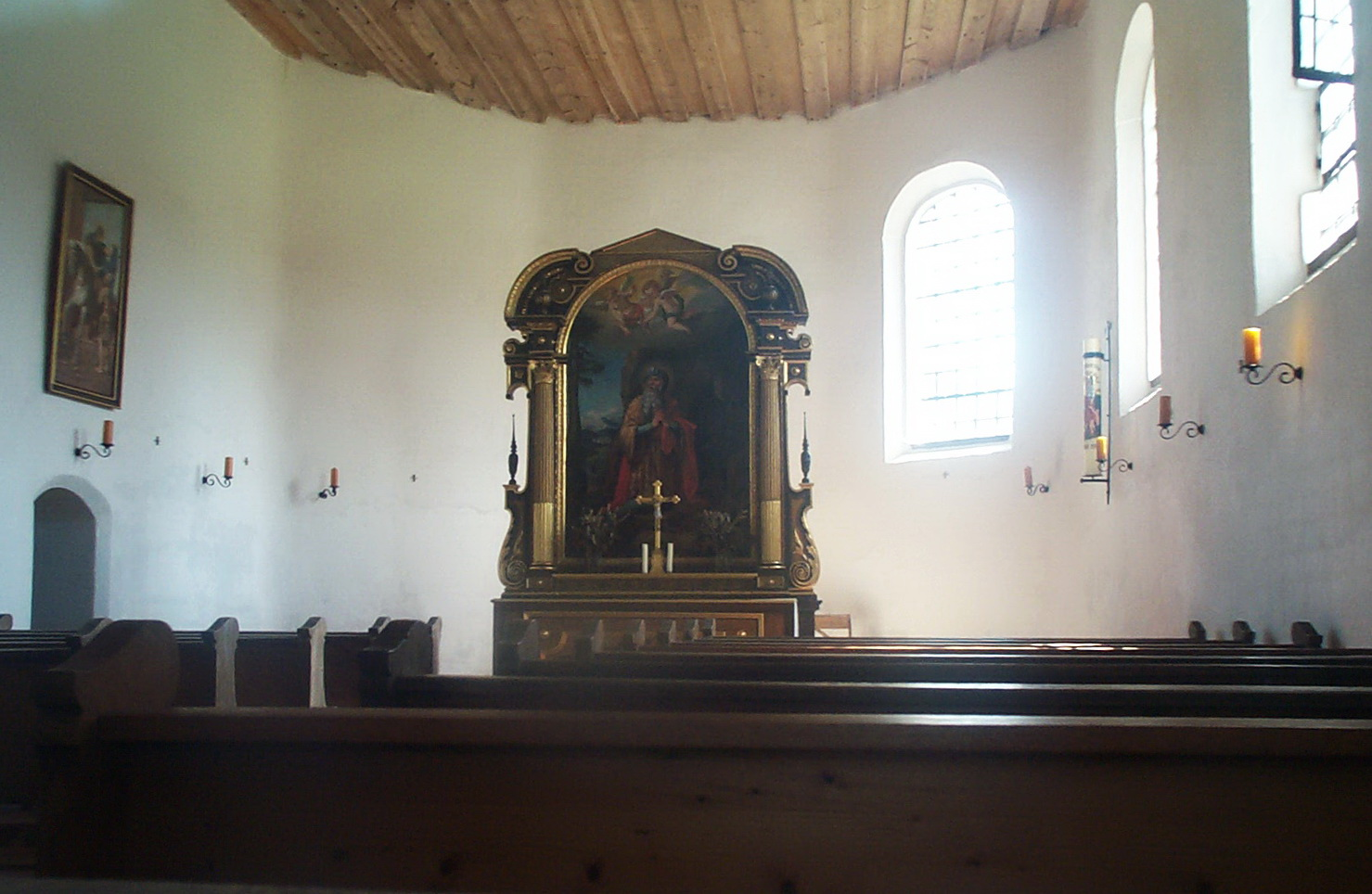
Innenraum

Der Innenraum wird von einer gut erhaltenen, durchgehenden Flachdecke aus Holz überspannt. Der Zugang zur Sakristei ist stichbogig und gefast. In der Sakristei befindet sich ein spätgotisches Netzrippengewölbe, das auf rechteckigen Eckpfeilern und spitzen Schildbögen ruht. Die birnstabförmigen Rippen entspringen aus einfachen Konsolen.
Zusätzlich zum Westportal dürfte früher ein südlicher Seiteneingang bestanden haben. Da vor der Flurbereinigung die Kleine Laber direkt an der Südseite des Langhauses verlief, wird vermutet, dass hier ehemals eine Art frühchristliches Taufzeremionell vollzogen wurde.

## Ausstattung
Der frühere Hochaltar war frühbarock und stammte aus der Zeit um 1660/70. Er enthielt eine Figur des Kirchenpatrons Martin von Tours (Gedenktag: 11. November). Die Seitenfiguren stellten den Evangelisten Johannes und den heiligen Stephanus. Der Altar ist nicht erhalten. Auch die früheren Betstühle – ein Balkenrost, ähnlich wie er noch heute in der Kapelle St. Georg in Altenburg vorzufinden ist, – sind nicht erhalten. Stattdessen befindet sich heute ein Gestühl bestehend aus Kirchenbänken in der Nebenkirche. Daneben gehören ein Ölgemälde über dem Sakristeieingang und die Apostelleuchter zur Kirchenausstattung.